# NGC 206
NGC 206는 안드로메다 은하에서 가장 큰 별 구름(star cloud를 '별 구름'이라고 표현)이다. 또한, 안드로메다 은하에서 가장 항성 생성이 활발한 지역이다. 이 지역을 망원경으로 보면 뿌연 구름처럼 보이지만 실제로는 별이 300 개가 넘는 성단이다. 겉보기 등급은 약 +14.0등급이다.